# Notaticus
Notaticus là một chi bọ cánh cứng trong họ Dytiscidae.
Chi này được Zimmermann miêu tả khoa học năm 1928.

## Các loài
Chi này gồm các loài:
- Notaticus fasciatus Zimmermann, 1928
- Notaticus obscurus García & Navarro, 2001